# Григоровка (Херсонская область)
Григорьевка (укр. Григорівка) — село в Каховском районе Херсонской области Украины. Центр Присивашской сельской общины.
Население по переписи 2001 года составляло 1814 человек. Почтовый индекс — 75240. Телефонный код — 5538. Код КОАТУУ — 6525481001. Неподалёку от села находится Лемурийское озеро.

## Объекты социальной сферы
В селе есть фельдшерско-акушерский пункт, скорая помощь, общеобразовательная школа, детский сад, дом культуры, отель, церковь магазины.

## Местный совет
75240, Херсонская обл., Каховский район, с. Григоровка, ул. Пушкина, 20.